# Константін-Габрієлеску
Константін-Габрієлеску (рум. Constantin Gabrielescu) — село у повіті Бреїла в Румунії. Входить до складу комуни Бордей-Верде.
Село розташоване на відстані 140 км на північний схід від Бухареста, 33 км на південний захід від Бреїли, 127 км на північний захід від Констанци, 49 км на південний захід від Галаца.

## Населення
За даними перепису населення 2002 року у селі проживали 844 особи, з них 843 особи (99,9%) румунів. Усі жителі села рідною мовою назвали румунську.